# 副輔祭

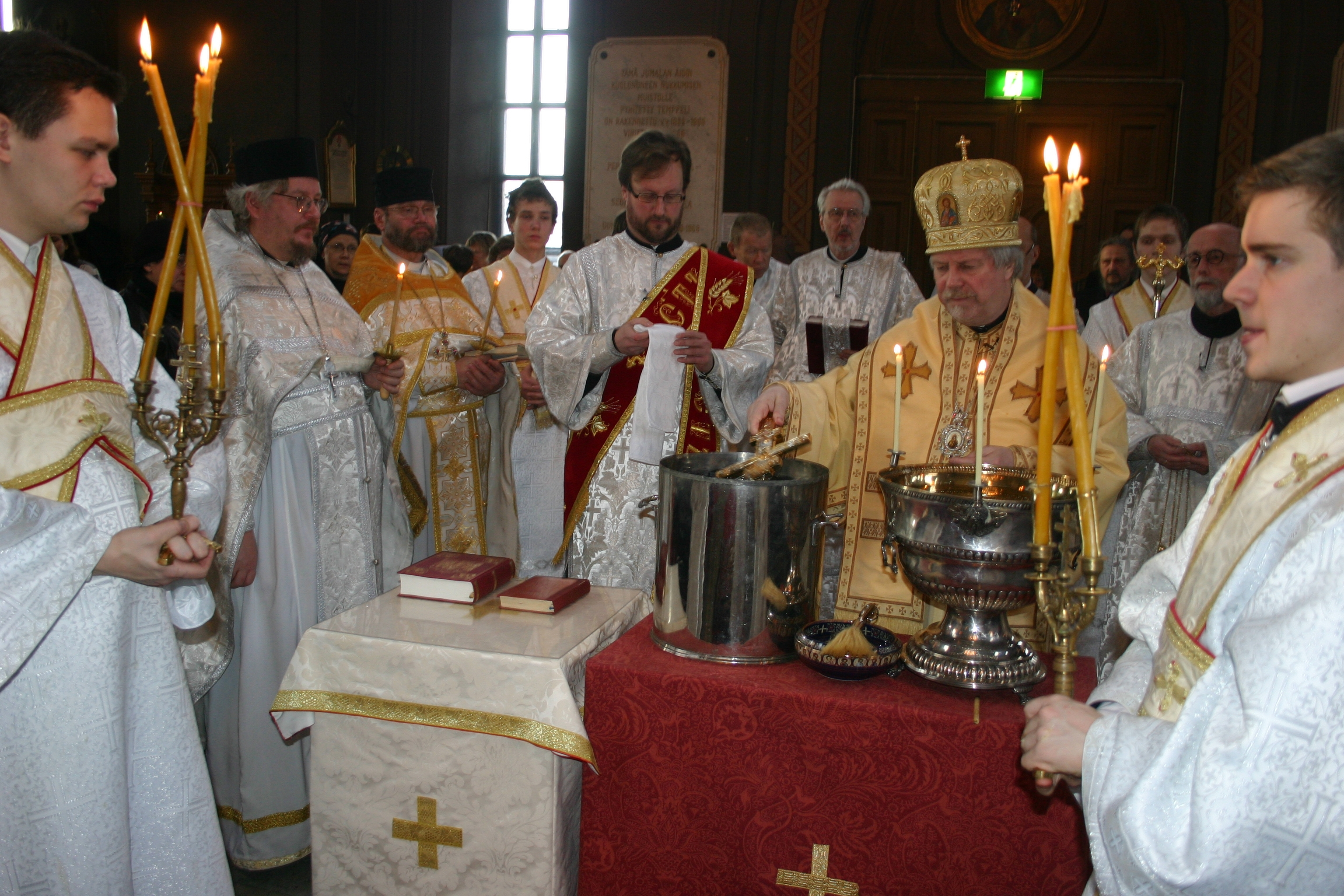
フィンランド正教会の生神女就寝大聖堂 (ヘルシンキ) における聖水式。主教が十字架を水の中に入れて十字を画いて水を成聖している。主教の前方左右（写真手前左右）にはディキリとトリキリを持つ副輔祭が立っている。ほか、司祭・輔祭が主教を囲んでいる。

副輔祭（ふくほさい、ギリシア語: Υποδιάκονος, ロシア語: Иподьякон, 英語: Subdeacon）とは、正教会の聖堂内の至聖所において、主教・司祭の輔佐に当たる教役者である。教衆（きょうしゅう）・教役者には数えられるが、神品には数えられない。神品機密によってではなく、主教による祝福を経て任に就く。カトリック教会の副助祭に相当する。稀に「副補祭」との誤表記が見られるので注意が必要である。
正教会の聖職者のシステム・位階については神品 (正教会の聖職) を参照。

## 概要
ギリシア語のイポ（Υπο、「副」の意）とディアコノス（διάκονος、奉仕者の意）を語源とする。
副輔祭は主教祈祷の奉神礼（主教が司祷する奉神礼）において主教の補助を行うのが主な務めである。主教の祭服着用の補助、イコノスタシスの門の開閉、リピタ（団扇の形状をした聖器物）やディキリ・トリキリ（主教が持つ、それぞれ蝋燭2本・3本が束ねられた聖器物）の取り扱いを行う。
主教祈祷ではない司祭祈祷（司祭が司祷する奉神礼）においても副輔祭は奉神礼の補助に当たる事が出来る。この場合の副輔祭の役割は、堂役（どうえき）と呼ばれる至聖所の補助者と殆ど異なるところはない。

### 祭服に示される役割
副輔祭はステハリと大帯（オラリ）を着用する。ステハリは神の恩寵を受けている事を表し、大帯は祈りを奉げる天使セラフィムの翼を象るものである。
副輔祭はステハリを着用せずに大帯を着用することはない。これは、副輔祭が神の恩寵の担い手ではなく、祝福を受けて初めて職に当たる事が出来る事を示している。
輔祭は大帯を垂らす形に着用するが、副輔祭は奉神礼時にステハリの上に大帯を十字に交差させて着用する。この大帯の形状は、イザヤ書6章1節から3節までに描かれる、司祭長である主イイスス・ハリストス（イエス・キリストのギリシア語読み）の傍に翼をたたんで奉事する天使セラフィムの姿を、翼を帯で模すことによって象るものである。このことに、副輔祭が司祭長である主教の傍らで奉事する者であることが示されている。